# Hoploscopa anamesa
Hoploscopa anamesa är en fjärilsart som beskrevs av Willie Horace Thomas Tams 1935. Hoploscopa anamesa ingår i släktet Hoploscopa och familjen Crambidae. Inga underarter finns listade i Catalogue of Life.